# Daniel Soutif
Daniel Soutif (París, 1946) es un profesor de filosofía, crítico de arte y comisario de exposiciones francés.

## Biografía
Soutif ha abordado una gran variedad de temas en sus distintos trabajos, especialmente como editor de los Cahier du Musée national d'art moderne  del Museo Nacional de Arte Moderno de París de 1990 a 1994, director de desarrollo cultural en el Centro Pompidou de 1993 a 2001, y jefe del Centro per l'arte contemporanea Luigi Pecci de Prato, Italia.
Para Daniel Soutif el tiempo es fundamental para el pensamiento y sus publicaciones son testimonio de ello (Papiers Journal and Voyages Immobiles, 1994), así como sus exposiciones, entre otras Le Temps, vite, celebrada en el 2000. Ha sido crítico de arte para Libération y Artforum. En 2002 dirigió la obra de referencia L'art du XXe siècle (1939-2002): de l'art moderne à l'art contemporain (El arte del siglo XX (1939-2002): del arte moderno al arte contemporáneo). Desde el 2004, Daniel Soutif ha estado trabajando en proyectos más personales como crítico de arte y como comisario de exposiciones como en Le temp, vite! en el Centro Pompidou, Le siegle du Jazz en el Museo del muelle Branly - Jacques Chirac en 2009 o Francesco Lo Savio, en el Museo Nacional Centro de Arte Reina Sofía de Madrid (2009/2010).